# De Haar (Drenthe)
De Haar – wieś w Holandii, w prowincji Drenthe, w gminie Assen. W miejscowości znajduje się TT Circuit Assen.